# Julius Kuto
Julius Kuto (* 1984) ist ein kenianischer Marathonläufer.
2009 wurde er Siebter beim Utrecht-Marathon und Zweiter beim Graz-Marathon. Im Jahr darauf wurde er Achter beim Hannover-Marathon mit seiner persönlichen Bestzeit von 2:12:23 h und Vierter beim Taiyuan-Marathon. 2011 stellte er beim Riga-Marathon einen Streckenrekord auf.